# Rio Bezid
O Rio Bezid é um rio da Romênia afluente do Rio Cuşmed, localizado no distrito de Mureş.